# Swinnerton Ledge
Swinnerton Ledge är en bergstopp i Antarktis. Den ligger i Östantarktis. Storbritannien gör anspråk på området. Toppen på Swinnerton Ledge är 1 500 meter över havet.
Terrängen runt Swinnerton Ledge är platt österut, men västerut är den kuperad. Trakten är obefolkad. Det finns inga samhällen i närheten.